# Mortal (film)
Pour plus de détails, voir Fiche technique et Distribution.
Mortal (Torden, littéralement « Tonnerre ») est un film fantastique norvégien coécrit, coproduit et réalisé par André Øvredal, sorti en 2020.

## Synopsis
Jeune homme américano-norvégien, Eric s'est réfugié dans une tente située dans la forêt d'une petite région montagneuse de Norvège. où il perd connaissance. Lorsqu'il se réveille, il se rend compte qu'il est blessé et s'introduit par effraction dans une clinique pour voler des médicaments et se soigne dans la salle de bain d'une station-service. Alors qu'il erre dans la ville, il croise la route une bande d'adolescents qui le provoquent et, soudainement, doté de pouvoirs qu'il ne peut pas contrôler, Eric provoque la mort accidentelle de l'un d'entre eux. Arrêté par la police, il est aussitôt interrogé au commissariat par une psychologue, Christine, qui le questionne sur un incendie d'une ferme qui a tué cinq personnes. Le suspect lui confirme qu'il est bien responsable de leur mort, d'autant plus qu'ils les connaissaient, ainsi que celle de l'ado et lui démontre ses impressionnants dons surnaturels qu'il ne maîtrise pas. En effet, il peut contrôler avec l'électricité et jouer avec pour les accroître voire les rendre mortels. Il peut donc brûler ceux qui l'approchent et les tuer. Pour redevenir normal, il doit apprendre à apaiser ses émotions intenses qui le poussent à faire du mal à autrui. Leur entretien est achevé par son extradition sur le sol américain et, placé sous sédatif lors de son transfert en hélicoptère, son réveil déclenche le crash de l'appareil en pleine mer. Avant de s'enfuir, il sauve la vie d'un agent américain qui voyageait avec lui.
Traqué par l'armée et la police, Eric trouve de l'aide auprès de Christine et d'un shérif qui acceptent de l'aider à découvrir l'origine de ses pouvoirs divins qui seraient liés à la mythologie norvégienne. Il serait la réincarnation du dieu Thor…

## Fiche technique
Sauf indication contraire, les informations mentionnées dans cette section peuvent être confirmées par les bases de données cinématographiques IMDb et Allociné,  présentes dans la section « Liens externes ».
- Titre original : Torden
- Titre français et québécois : Mortal
- Réalisation : André Øvredal
- Scénario : Geoff Bussetil, Norman Lesperance et André Øvredal, d'après une idée d'André Øvredal
- Musique : Marcus Paus
- Direction artistique : Martin Kurel et Sunniva Rostad
- Décors : Karl Júlíusson
- Costumes : Anne Isene
- Photographie : Roman Osin
- Montage : Patrick Larsgaard
- Production : Rory Aitken, John Einar Hagen, Brian Kavanaugh-Jones et Ben Pugh

Production déléguée : Aage Aaberge, Shanan Becker, Fred Berger, Bill Bromiley, Aron Eli Coleite, Malene Ehlers, Joshua Horsfield, Jonathan Saba, Henrik Zein et André Øvredal
- Sociétés de production : 42, Automatik Entertainment, Eldorado Film, Nordsik Film Production, Umedia et Zefyr Media Fund
- Sociétés de distribution : Saban Films (États-Unis) ; Wild Side Films (France)
- Budget : 6,1 millions d'euros[1]
- Pays d'origine :  Norvège
- Langue originale : anglais, norvégien
- Format : couleur
- Genre : fantastique
- Durée : 101 minutes
- Dates de sortie :
  - Norvège : 28 février 2020
  - France : 27 août 2020 (VOD)

## Distribution
- Nat Wolff (VFB : Maxime Van Santfoort) : Eric
- Iben Akerlie : Christine
- Priyanka Bose : Hathaway
- Arthur Hakalahti : Ole
- Per Egil Aske : Bjørn
- Per Frisch : Henrik
- Ania Nova : la sœur d'Ole
- Ravdeep Singh Bajwa : le radiologiste
- Oddrun Valestrand : le docteur
- Sunniva Lind Høverstad : la femme qui pleure
- Sveinung Augestad : le représentant d'Hathaway
- Torunn Lødemel Stokkeland : Therese
- Martin Grid Toennesen : l'ambulancier
- Craig Narveson : le suprérieur
- Inger Berit Grøterud : la policière

## Production

### Développement
Concernant la raison de ce film, André Øvredal s'explique que « Marvel s'est approprié la mythologie nordique, mais je veux nous [les Norvégiens] la rapporter à nouveau » (« Marvel har tatt eierskap til norrøn mytologi, men jeg vil dra det hjem til oss igjen »).

### Distribution des rôles
En mai 2017, on apprend que Nat Wolff est engagé à interpréter le rôle d'Eric, personnage qui découvre sa capacité de contrôler l'électricité et la foudre et qui est persuadé d'être la réincarnation de Thor, dieu du Tonnerre dans la mythologie nordique.
En mai 2017, on révèle que l'actrice norvégienne Iben Akerlie est choisie pour le rôle de Christine, la psychologue, aux côtés de Nat Wolff et l'actrice indienne Priyanka Bose.

### Tournage

Le pont d'Hardanger (Hardangerbrua), une des scènes du film, situé dans le comté de Hordaland en Norvège.

Le tournage a lieu à Odda dans le comté de Hordaland et dans le paysage et le pont d'Hardanger (Hardangerbrua) en Vestlandet, en juin 2017, pendant quarante jours. Il a également lieu dans un studio à Prague en Tchéquie, pendant une semaine, pour les scènes sous-marines, de voitures et d'accident d'hélicoptère.
En ce qui concerne le pont d'Hardanger, il a dû être bloqué pendant cinq jours au profit du tournage « à 2 heures du matin et à tourner à 3 h 30 du matin, profitant des absences des voitures et aussi, à ce moment-là, la lumière se lève en été, nous avons donc pu profiter de la meilleure partie de la journée », précise André Øvredal.

### Musique
Marcus Paus est engagé à composer la musique du film, nommées pour le prix Amanda au festival international du film norvégien de Haugesund et pour le prix HARPA au festival Nordic Film Music Days.
Liste de pistes
1. Mortal (3:08)
2. Ecce Eric (3:14)
3. The Interrogation Scene (4:12)
4. Christine's Introduction (3:43)
5. 1st Miracle (4:45)
6. Eric Surrenders (2:08)
7. The Helicopter Scene (1:31)
8. Underwater Rescue (2:27)
9. The Journey Begins (1:59)
10. Eric & Christine, pt. II (3:45)
11. Scars (1:51)
12. Eric & Christine, pt. I (3:03)
13. The Miracle on the Bridge (7:40)
14. Lamento (4:04)
15. The Hospital Scene (2:42)
16. A God (3:18)
17. Ragnarok in Retrospect (3:45)
18. The Family Farm (3:27)
19. Subterranean Secrets (3:03)
20. The Revelation (5:07)
21. Finale & End Credits (9:53)

## Accueil
Le film est sorti en avant-première mondiale en Norvège, le 28 février 2020.
En France, il est distribué en vidéo à la demande depuis le 27 août 2020.

## Distinctions
Nominations
- Festival international du film norvégien de Haugesund 2020[13],[14] :
  - Prix Amanda de meilleurs effets visuels pour Stephen Coren et Arne Kaupang
  - Prix Amanda de la meilleure musique pour Marcus Paus

### Documentation
- Maud Forsgren, « Interview : André Øvredal. Réalisateur de Mortal », sur Cineuropa, 28 février 2020.
- (en) Rachael Harper, « Mortal: An interview with director André Øvredal », sur SciFiNow, 21 août 2020.